# Ministerie van Nationale Defensie
Het ministerie van Nationale Defensie (Turks: Millî Savunma Bakanlığı) is een ministerie van de Republiek Turkije dat verantwoordelijk is voor de coördinatie en toezicht op alle agentschappen die rechtstreeks verband houden met de nationale veiligheid en de Turkse strijdkrachten. Het hoofdkantoor is gevestigd in Ankara.
Het Ministerie van Defensie wordt geleid door de minister van Defensie dat rechtstreeks rapporteert aan de president van Turkije.

## Organisatie
De volgende afdelingen zijn ondergeschikt aan het ministerie van Defensie:
- Militaire Justitie Inspectieraad
- Militair Hooggerechtshof
- Afdeling Militaire Justitie
- Afdeling Onderzoek en Ontwikkeling
- Afdeling Plannen, Beleid en Overeenkomsten
- Afdeling Werving
- Afdeling Binnenlandse Aanbestedingen
- Afdeling Buitenlandse Aanbestedingen
- Afdeling Bouw en Onroerend Goed
- Afdeling Technische Kennis
- Afdeling NAVO-infrastructuur
- Mechanische en Chemische Industrie Bedrijf
- Turkse lucht- en ruimtevaartindustrie
- Farmaceutische producten Plant
- Brandstoftoevoer en NAVO Werkingscommando
- Nationaal Geografisch Instituut